# Orquesta de señoritas (tango)
El término de "Orquestas de señoritas" hace referencia, en Argentina, a agrupaciones musicales formadas exclusivamente por mujeres activas principalmente en Buenos Aires y La Plata, entre las décadas de 1920 y 1940, que tocaban en los cafés y fueron pioneras en la escena del tango y otros géneros populares en un contexto musical dominado por varones.

## Historia
Desde su inicio, el tango fue un género marcado fuertemente por la presencia masculina. Los hombres dominaban la escena, desde compositores hasta directores de orquesta e instrumentistas. En este contexto, las orquestas formadas por mujeres surgieron como una rareza, allanando el camino para las futuras generaciones de mujeres protagonistas del tango. Actuaban todas las noches, con contrataciones que solían anunciarse sin nombrarlas, bajo el rótulo genérico de “orquestas de señoritas”, pese a que muchas de sus integrantes estaban casadas y con hijos, pero figuraban como solteras para resultar más atractivas al púbico masculino.
Estas agrupaciones actuaban en cafés y confiterías emblemáticas principalmente en La Plata y en Buenos Aires, como el Café El Nacional, el Café Domínguez y la Confitería Las Violetas. Su repertorio, aunque variado en géneros musicales, era esencialmente tanguero.
Entre las músicas destacadas se encuentran: Paquita Bernardo, primera bandoneonista profesional de tango,  Marta Gálvez, pianista pionera en La Plata  que tocaba el piano en el cine París de esa ciudad, acompañando a las películas mudas, y Amelia Bernáez, que comenzó a los 15 años en el Gran Café y Confitería París.
Algunas llegaron a tener sus propios conjuntos y lograron sostenerse económicamente a través de la música, en un ambiente poco hospitalario hacia las mujeres profesionales.
El declive de las orquestas femeninas comenzó con la masificación del fonógrafo y la vitrola: para los dueños del café resultaba mucho más económico su uso en vez de la contratación de la orquesta.

## Impacto y legado
Las orquestas de señoritas realizaron un doble aporte:
- Musical: a través de arreglos originales y repertorios innovadores.
- Sociocultural: al visibilizar la presencia femenina en el tango y la música popular.

Su existencia anticipó procesos de inclusión que serían retomados a fines del XX y comienzos del XXI por nuevas generaciones de mujeres músicas, , muchas lograron reconocimiento nacional e internacional, y fueron precursoras de movimientos de profesionalización femenina en el tango.